# François Fournier
François Fournier (La Croix-de-Rozon, Suiza, 24 de abril de 1846  – ? 12 de julio de 1917) fue un falsificador de estampillas suizo naturalizado francés, conocido por su enorme producción de falsos postales que vendía a filatelistas con poco dinero disponible.

## Biografía
Fournier, nacido en Suiza se convirtió en ciudadano francés al luchar en el ejército de Francia durante la Guerra franco-prusiana de 1870/71. Tras la guerra volvió a Suiza y se estableció en Ginebra dedicándose al negocio de imprenta por muchos años.
Fournier comenzó a hacer imitaciones de estampillas valiosas por su cuenta cuando en 1901 compró el negocio quebrado de Henri Roegg, un falsificador de estampillas suizo. Ante el crecimiento de la filatelia en Europa a inicios del siglo XX y crecer la demanda por emisiones raras y costosas, Fournier se dedicó a imprimir copias de sellos valiosos, destinados a los filatelistas que no podían pagar los elevados precios que por ellos se requería en el mercado del coleccionismo. 
Desde 1910 hasta 1914, Fournier publicó su trabajo en su propio periódico y con una lista de precios "Le Fac-Simile". Dijo tener más de 20,000 clientes registrados. Para 1914, había reproducido 3,671 estampillas diferentes y las ofrecía en su catálogo a muy bajo precio. Otra especialidad de su taller era la "restauración" de estampillas dañadas (rotas o sin dientes) y la eliminación de matasellos o sobrecargas por medios químicos.
Ya en ese tiempo hubo una gran polémica acerca de si lo que hacía era moralmente aceptable, pero Fournier negó las acusaciones de fraude alegando en las páginas de "Le Fac-Simile" que en realidad sólo "fabricaba" copias de estampillas fuera de circulación, de países extintos, o que simplemente ya no eran de curso legal, y por tanto no defraudaba al fisco de algún Estado, además que sus productos eran vendidos públicamente como reproducciones y nunca como ejemplares originales. De hecho, durante su vida, Fournier nunca fue acusado de estafa, ya que nunca intentó vender su material como genuino, pero hacia 1914 empezó a sufrir el descrédito de los filatelistas cuando sus "reproducciones" empezaron a ser vendidas como sellos auténticos.
La Primera Guerra Mundial complicó las ventas de Fournier en tanto la entrega de correspondencia suiza al extranjero (el canal de ventas indispensable para Fournier) quedó muy restringida y su compañía se vio en problemas. Finalmente falleció en Croix-de-Rozon en 1917.
Al día de hoy, los productos de Fournier son considerados simplemente fraudulentos y la "Unión Filatélica de Ginebra" compró todo su material de impresión y sus "reproducciones" en 1928 a la viuda de Charles Hirschberger, un antiguo empleado de Fournier que mantuvo el ya desacreditado negocio de "reproducciones" hasta su muerte en 1927. El material de Fournier, casi 400 kilogramos de papel impreso, fue destruido por las autoridades suizas poco después.